# Bilkivți, Zboriv
Bilkivți (în ucraineană Білківці) este un sat în comuna Bohdanivka din raionul Zboriv, regiunea Ternopil, Ucraina.

## Demografie
Componența lingvistică a localității Bilkivți
     Ucraineană (100%)
Conform recensământului din 2001, toată populația localității Bilkivți era vorbitoare de ucraineană (100%).